# Heinz Marchel
Heinz Marchel (* 9. Juni 1967) ist ein ehemaliger österreichischer Radrennfahrer.
Im Jahre 1992 wurde Heinz Marchel bei den Österreichischen Straßenmeisterschaften Dritter; 1996 errang er den Titel in der Eliteklasse. 1988 hatte er den Straßenengler Radsporttag für sich entschieden.
1996 belegte Marchel bei den Europäischen Straßenmeisterschaften der Polizei in St. Johann den dritten Platz.